# Társadalmi nem
A társadalmi nem vagy angolosan gender (más írásmóddal dzsender) olyan tanult (nem biológiai) tulajdonságok, szerepek, viselkedésmódok halmaza, amelyet a társadalom elvár az egyéntől biológiai neme alapján.

## Értelmezése
A társadalmi nemek személyiségvonásait sokszor a maszkulinitás (férfiasság) és a femininitás (nőiesség) között helyezik el (bináris skála), de lehetséges más felosztása a társadalmi nemeknek (korábban a genderqueer, újabban pedig a nembináris). Ezek a tulajdonságok többek közt magukban foglalják a nemi szerepeket, nemi identitást, nemi önkifejezést.
Amíg a biológiai nem az interszexualitást kivéve többnyire testileg meghatározott, a társadalmi nemet az adott kultúra és társadalom hozza létre (társadalmilag konstruált), és ezért jellege különbözhet más és más országokban, illetve egyazon társadalomban is változhat az idők folyamán. Ezekhez a társadalmi elvárásokhoz kapcsolódnak nemi sztereotípiák is például, hogy egy férfi nem sír, a nő feladata a család gondozása, a nők érzelmesebbek, míg a férfiak racionálisak, stb. Egyes megközelítések szerint ebből következik, hogy ezek a sztereotípiák nem a biológián alapulnak, hanem a társadalmi gondolkodásmód, illetve a hatalmi viszonyok szülik őket, az egyének pedig gyerekkortól kezdve normaként sajátítják el ezeket.
Egy ember genderét nemcsak a társadalom, hanem saját maga is meghatározza azon keresztül, ahogyan ezekhez a szerepekhez viszonyul (identitás). A gender mint fogalom használata alapvetően nem a biológiai nemi különbségek tagadását jelenti, csak annyit, hogy ezekből a különbségekből nem következnek természetesen a nemi szerepek, illetve a férfiak és nők közötti társadalmi egyenlőtlenségek. Ezzel kapcsolatban gyakran idézik a társadalmi nemek tudományának egyik megalapozójának, Simone de Beauvoir-nak A második nem című könyvét: „Az ember nem születik nőnek, hanem azzá válik.”

## Kutatás
A társadalmi nem kutatásával foglalkozó szociológiai tudományág a társadalmi nemek tudománya (gender studies). A genderrel kapcsolatos kutatások ma már számos tudományterületen megjelentek, például a pszichológia, a nyelvészet (lásd Jane Sunderland munkásságát), az irodalom- vagy a történettudományokban is.